# Rhombognathus aspidotus
Rhombognathus aspidotus is een mijtensoort uit de familie van de Halacaridae. De wetenschappelijke naam van de soort is voor het eerst geldig gepubliceerd in 2006 door Bartsch.